# Ormi Hawley
Ormi Hawley, nata Ormetta Grace Hawley (Holyoke, 21 febbraio 1889 – Rome, 3 giugno 1942), è stata un'attrice statunitense del cinema muto.

## Biografia
Nata nel Massachusetts a Holyoke, iniziò la sua carriera di attrice in teatro. Fece le sue prime esperienze cinematografiche nel 1911 alla Lubin di Filadelfia. Anche se si ritirò nel 1919, in quegli otto anni di attività prese parte a più di 350 film, in gran parte cortometraggi.
Morì il 3 giugno 1942, all'età di 53 anni, a Rome, nello stato di New York.

## Filmografia

### 1911
- Her Inspiration (1911)
- The Idle Boast (1911)
- What Will Be, Will Be (1911)
- The Cure of John Douglas (1911)
- The Scandal Mongers (1911)
- Somebody's Mother (1911)
- The House That Jack Built (1911)
- A Newsboy's Luck (1911)
- My Brother Agostino (1911)
- The Man in the Taxi (1911)
- A Timely Lesson (1911)

### 1912
- A Surgeon's Heroism, regia di Harry Solter (1912)
- Her Uncle's Consent (1912)
- Love Versus Strategy, regia di Lloyd B. Carleton (1912)
- The Physician's Honor (1912)
- A Cure for Jealousy (1912)
- Tricked Into Happiness, regia di Lloyd B. Carleton (1912)
- 'Tis an Ill Wind That Blows No Good (1912)
- His Mistake, regia di Lloyd B. Carleton (1912)
- Her Heart's Refuge (1912)
- Love and Tears, regia di Lloyd B. Carleton (1912)
- The Price of a Silver Fox, regia di Lloyd B. Carleton (1912)
- The Surprise Party Surprised, regia di Lloyd B. Carleton (1912)
- The Social Secretary, regia di Lloyd B. Carleton (1912)
- The Reformation of Kid Hogan, regia di Lloyd B. Carleton (1912)
- A New Beginning, regia di Lloyd B. Carleton (1912)
- Honor and the Sword, regia di Lloyd B. Carleton (1912)
- The Puppet's Hour (1912)
- Fire and Straw (1912)
- The Choir of Densmore (1912)
- The Prize Essay (1912)
- Together (1912)
- The Shepherd's Flute (1912)
- The Deceivers (1912)
- Betty and the Roses (1912)
- When Father Had His Way (1912)
- His Life (1912)
- The Players (1912)
- At the Rainbow's End (1912)
- The Good for Nothing, regia di Lloyd B. Carleton (1912)
- Satin and Gingham
- Twixt Love and Ambition
- The Crooked Path (1912)
- When Love Leads, regia di Lloyd B. Carleton - cortometraggio (1912)
- Madeleine's Christmas
- The Mountebank's Daughter
- A Mother's Strategy

### 1913
- Literature and Love, regia di Lloyd B. Carleton (1913)
- The House in the Woods (1913)
- The Lost Note, regia di Lloyd B. Carleton (1913)
- The Twilight of Her Life (1913)
- Her Only Son, regia di Lem B. Parker - cortometraggio (1913)
- The Regeneration of Nancy
- The First Prize
- The Soul of a Rose
- Dolores' Decision
- Tamandra, the Gypsy
- The Moonshiner's Wife
- Women of the Desert
- A Florida Romance
- The End of the Quest
- In the Harem of Haschem
- The Judgment of the Deep
- A Mock Marriage, regia di George Nichols (1913)
- Kidnapping Father
- From Ignorance to Light
- Her Husband's Picture
- On Her Wedding Day, regia di George Nichols (1913)
- The Call of the Heart, regia di George Nichols (1913)
- Into the Light, regia di George Nichols (1913)
- His Conscience
- Fashion's Toy
- Winning His Wife (1913)
- When the Prison Doors Opened
- From Out of the Flood
- A Miracle of Love
- His Chorus Girl Wife (1913)
- A Love of '64 (1913)

### 1914
- The Story the Gate Told
- The Intriguers

### 1915
- The Friendship of Lamond
- A Thief in the Night

### 1916
- The Last Shot, regia di George Terwilliger
- The Social Highwayman, regia di Edwin August (1916)
- Where Love Leads, regia di Frank Griffin (come Frank C. Griffin) (1916)
- Her American Prince, regia di D.H. Turner (1916)
- The Weakness of Strength, regia di Harry Revier (1916)
- Race Suicide, regia di George Terwilliger, Raymond L. Ditmars (196)

### 1917
- The Antics of Ann, regia di Edward Dillon (1917)
- Runaway, Romany, regia di George W. Lederer (1917)

### 1918
- The Ordeal of Rosetta, regia di Émile Chautard (1918)
- Her Great Chance, regia di Charles Maigne (1918)

### 1919
- The Road Called Straight, regia di Ira M. Lowry (1919)
- The Unwritten Code, regia di Bernard J. Durning (1919)
- The Splendid Romance, regia di Edward José (1919)
- The Greater Sinner, regia di A.J. Bloome (1919)